# Medina de Túnez
La medina de Túnez fue declarada Patrimonio de la Humanidad por la Unesco en 1979. La medina es el centro de la ciudad de Túnez: un grupo de callejuelas y pasadizos cubiertos, llenos de densos olores y colores, bulliciosos y activos centros de comercio y trueque, un sinfín de productos en oferta que van desde la marroquinería hasta el utensilios de plástico, desde la mejor filigrana hasta la hojalata, del gran bazar de souvenirs para el turista hasta el minúsculo taller de artesano. Está construida sobre una colina que desciende en suaves pendientes hasta la laguna del Behira por el este.

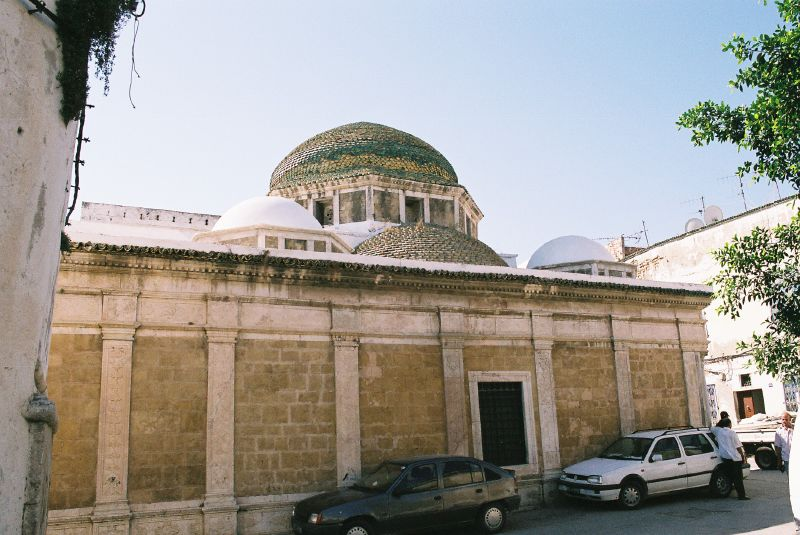
Mausoleo Tourbet El Bey

Contiene unos setecientos monumentos: palacios, mezquitas, mausoleos, madrazas y fuentes de los períodos almohade y hafsí:
- la Gran Mezquita Zitouna (Mezquita del Olivo), construida en 723 por Obeid Allah Ibn-al-Habhab para celebrar la nueva capital, con la universidad homónima;
- Dar-el-Bey (Palacio del Bey), muy ecléctico tanto arquitectónica como decorativamente; se cree que se alza sobre los restos de un teatro romano y del palacio de Ziadib-Allah II al Aghlab del siglo X;
- Dar Ben Abdallah, palacio del siglo XVIII que alberga el Museo de Artes y Tradiciones Populares de Túnez;
- Palacio Dar Hussein, residencia de príncipes y beyes;
- Mausoleo real Tourbet El Bey;
- Numerosas puertas que se abrían en el muro que rodeaba la medina, hoy en gran parte desaparecido.